# Hana Andronikova
Hana Andronikova (Gottwaldov, 1967. szeptember 9. – Prága, 2011. december 20.) cseh író, drámaíró.
 Gottwaldovban tanult középiskolában, utána a prágai Károly Egyetem Bölcsészettudományi Karán végzett angol és cseh szakon. Tanulmányai befejezése után személyi menedzserként dolgozott külföldi és cseh vállalatoknál. 1999-ben elhagyta az üzleti szektort, és az irodalomnak szentelte magát. 2001-ben debütáló regénye, A napóra hangja megkapta a Cseh Irodalmi Klub könyvdíját. Két regénye, A napóra hangja és a Mennyország nincs odalent, 2002-ben és 2011-ben elnyerte a Magnesia Litera könyvdíjat (különböző kategóriákban). Írt novellákat és drámákat is. Rákban halt meg.

## Művei
- Zvuk slunečních hodin (2001) A napóra hangja
- Srdce na udici (2002) Szív az angyalon
- Cafe Bero. In: Schůzky s erotikou  (2005) Cafe Nero – Találkozás erotikával
- Rituál. In: Ber, po čem toužíš  (2006) Ritual – Vedd, amit akarsz
- Nebe nemá dno (2010) Mennyország nincs odalent

## Magyarul
- A napóra hangja (Ulpius-ház, Budapest, 2005, fordította: V. Detre Zsuzsa)[7] ISBN 9639602981

## Fordítás
- Ez a szócikk részben vagy egészben  a   Hana Andronikova című német Wikipédia-szócikk ezen változatának fordításán alapul.  Az eredeti cikk szerkesztőit annak laptörténete sorolja fel. Ez a jelzés csupán a megfogalmazás eredetét és a szerzői jogokat jelzi, nem szolgál a cikkben szereplő információk forrásmegjelöléseként.